# 430
| 430                |
| ------------------ |
| Dødsfald - Fødsler |
|                    |

| Gregoriansk kalender | 430 CDXXX               |
| Ab urbe condita      | 1183                    |
| Armensk kalender     | I/T                     |
| Kinesiske kalender   | 3126 – 3127 己巳 – 庚午 |
| Etiopisk kalender    | 422 – 423               |
| Jødisk kalender      | 4190 – 4191             |
| Hindukalendere       |                         |
| - Vikram Samvat      | 485 – 486               |
| - Shaka Samvat       | 352 – 353               |
| - Kali Yuga          | 3531 – 3532             |
| Iransk kalender      | 192 BP – 191 BP         |
| Islamisk kalender    | 198 BH – 197 BH         |

Se også 430 (tal)

## Dødsfald
- 28. august – Kirkefaderen biskop Augustin af Hippo dør.